# Albert Dauzat
Albert Dauzat (n. 4 iulie 1877, Guéret, Limousin, Franța – d. 31 octombrie 1955, Paris, Île-de-France, Franța), a fost un lingvist francez.

## Biografie
Albert Dauzat își face studiile secundare la Auxerre și la Liceul Marceau din Chartres, unde l-a avut pe Romain Coolus ca profesor de filosofie. Studiază dreptul și literele la Sorbona și își susține teza de doctorat în litere cu un Eseu de metodologie lingvistică în domeniul limbilor și al graiurilor romanice (1906). Își continuă cercetările la École Pratique des Hautes Études, unde este numit profesor asociat în 1913, apoi director de studii în 1921.
Dauzat nu publică lucrări în domeniul toponimiei înainte de vârsta de 49 de ani. Lucrările sale de onomastică au fost apreciate de istoricul Lucien Febvre. Operele sale sunt considerate pionierat în Franța în domeniul antroponimiei, toponimiei și fonologiei diacronice.
În 1926, Dauzat publică lucrarea Les noms de lieux, origine et évolution ; villes et villages, pays, cours d'eau, montagnes, lieuxdits. În aceasta, el afirmă că majoritatea numelor satelor franceze datează din perioada galo-romană sau francă.
În 1938, Dictionnaire étymologique de la langue française, scris de Dauzat, pune accent pe o etimologie tradițională („etimologie-origine”) și fonetică. El se opune etimologiei moderne („etimologie-istorie”) și semantice (expresiile „etimologie-origine” și „etimologie-istorie” se regăsesc la pagina 239). Acest dicționar favorizează o etimologie latinistă, și nu una proto-romană.
În 1939, el publică lucrarea La Toponymie française, considerată un manual de referință pentru cercetătorii din deceniile următoare, conform universitarului Xavier Gouvert.
Premiul Albert-Dauzat este acordat de Société française d'onomastique o dată la doi ani pentru a recompensa o lucrare de toponimie sau antroponimie legată de țările francofone.
În 1933, el fondează revista de lingvistică Le Français moderne, iar în 1947 Onomastica, care a fost înlocuită între 1949 și 1977 de Revue internationale d'onomastique.
El conduce o rubrică de toponimie în Revue des études anciennes începând cu 1932. Organizează și prezidează primele două congrese internaționale de toponimie și antroponimie, în 1938 și 1947. În 1939, inițiază proiectul național Nouvel atlas linguistique de la France par régions.
În 1946, i se încredințează conducerea rubricii gramaticale bilunare din ziarul Le Monde, intitulată La Défense de la Langue française.
El moare la 31 octombrie 1955, la adresa 2 rue François-Coppée, în arondismentul 15 din Paris (și nu la Alger). Este înmormântat alături de soția sa și de tatăl său în divizia a 12-a a cimitirului comunal Gabriel Péri din Colombes (Hauts-de-Seine).

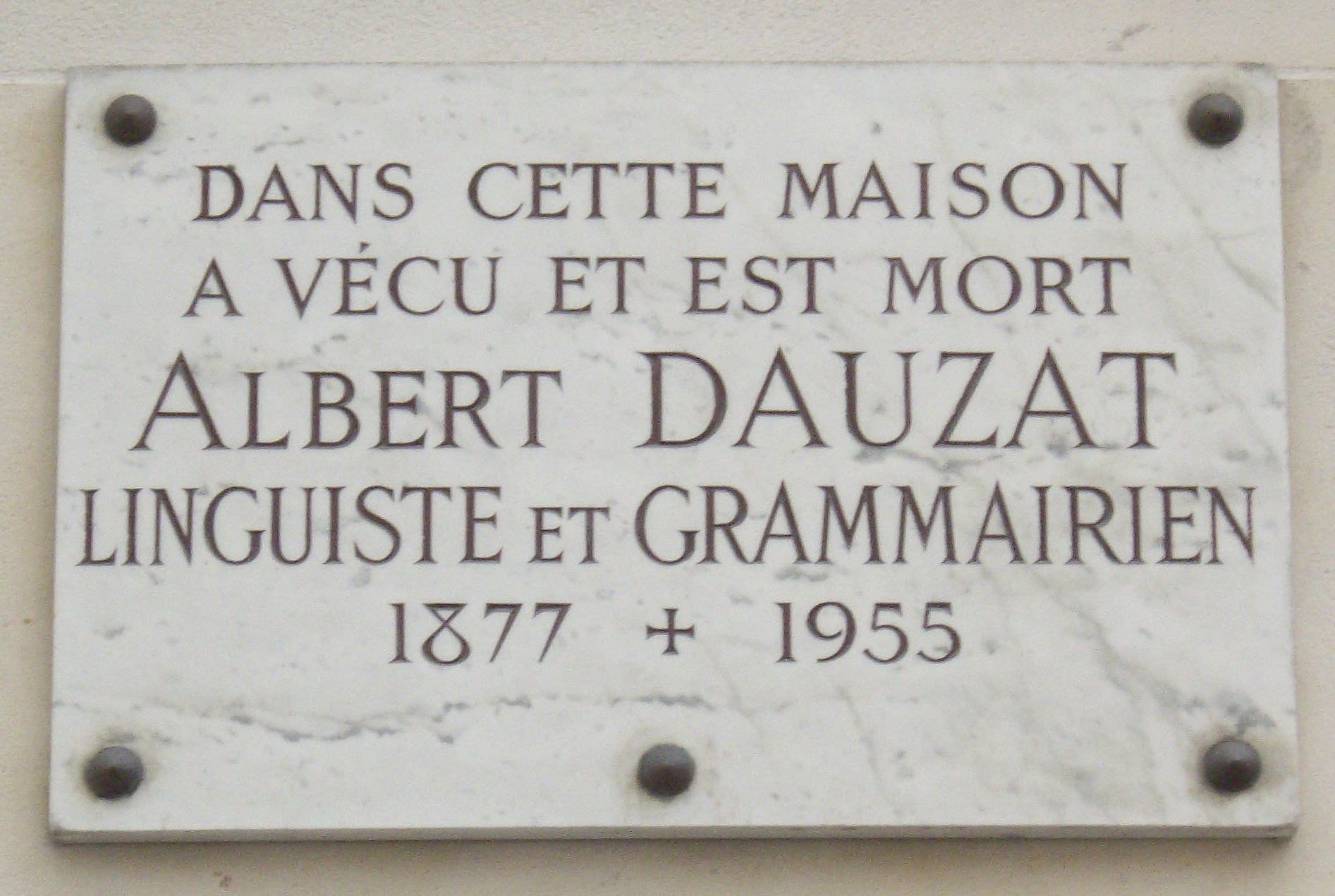
Placă comemorativă Albert Dauzat
2, rue François-Coppée, Paris 15

## Recepție critică
În 1935, lingvistul Antoine Meillet critică lucrarea lui Albert Dauzat, intitulată Où en sont les études de français ?; el observă puncte de vedere parțiale, analize laborioase, lipsa argumentației teoretice și un eclectism lipsit de coeziune.
În 1973, academicianul Max Pfister observă că, pentru Dauzat, francii salieni ar fi strămoșii olandezilor și flamanzii, stabiliți în Galia împreună cu Clovis, în timp ce francii renani s-ar fi stabilit în Lorena. Potrivit lui Pfister, aceste diferențe între fundațiile saliene și ripuare nu sunt dovedite nici de istorici, nici de lingviști.
În 1981, academicianul William Robert Caljouw consideră imprudentă, dacă nu chiar eronată, afirmația lui Dauzat conform căreia „Dintre toate contribuțiile germanice în toponimie, exceptând numele de persoane, cel mai important contingent a fost furnizat de Northmani” din cartea sa din 1926, Les Noms de lieux : origine et évolution (pagina 127). Caljouw subliniază că este adesea dificil să se distingă o contribuție a Northmanilor de alte influențe germanice și, în plus, aceștia ocupau un teritoriu mic în comparație cu francii. De asemenea, Caljouw identifică alte afirmații eronate, în opinia sa, care urmăresc să minimizeze importanța contribuției germanice în toponimia franceză.
În 1998, academicianul Alain Ferdière susține că istoria și harta ocupației terenurilor din Galia nu pot fi scrise pornind de la toponimie și că aceasta nu poate ghida cercetările asupra siturilor de ocupație rurală. Astfel, el adresează o critică lui Dauzat, printre alții.
Opoziția sa față de Dauzat include interpretarea sufixului -acum, căruia îi atribuie sensul general de „loc de” (și nu „proprietatea lui”), considerând că prima parte a cuvântului nu este întotdeauna un antroponim. De asemenea, Ferdière subliniază erori de datare, afirmând că formarea toponimelor este, în realitate, adesea mai recentă decât se presupune.
În 2000, academicianul Gilles Siouffi consideră că lucrarea Génie de la langue française a lui Albert Dauzat perpetuează, fără o abordare critică, presupuneri, stereotipuri și discursuri prefabricate despre limba franceză.
În 2001, etimologul Xavier Delamarre, specialist în limba galică, formulează o critică serioasă la adresa lui Ernest Nègre și Albert Dauzat, afirmând: „E. Nègre, toponimist care, la fel ca Dauzat, nu cunoaște gramatica comparată”.
Delamarre reproșează lui E. Nègre faptul că a inclus numele râului Drôme (de origine galică, conform lui Delamarre) în capitolul „preceltic”. De asemenea, în introducerea lucrării (pagina 10, nota 4), Delamarre avertizează: „Faptul că A. Dauzat, în Dictionnaire étymologique des noms de lieux de France, vede în Condate, Brigantium (> Briançon), Arelate (> Arles), Arausio (> Orange), sau E. Nègre în Abona (> Avon) toponime preceltice ridică un semn de întrebare grav asupra capacității acestor doi autori de a analiza numele de locuri”.
Delamarre critică și tendințele excesive ale unor autori, precum Charles Rostaing, care, în Essai de toponymie de la Provence (pp. 23-24), reconstruiește în mod arbitrar baze pre-indo-europene trisilabice (KaR-, KaL-, KxR-, PeN-, etc.), atribuite unor sensuri generale. El consideră aceste metode un regres grav al lingvisticii, comparabil cu pseudoștiința unor „nostracisti” sau a autorilor precum Merritt Ruhlen și Joseph Greenberg, care leagă toate limbile planetei prin „etimologii-rădăcină” forțate.
Delamarre pledează pentru o abordare prudentă, citând regula de bun-simț formulată de Rivet și Smith: „Nu avem dreptul să presupunem o derivare dintr-un element non-celtic până când toate celelalte opțiuni au fost eliminate” (RS 317).
În 2001, academicianul Elisabeth Zadora-Rio observă o separare între arheologie și toponimie și scrie: „Contrar a ceea ce credea Dauzat, toponimele (...) nu pot fi considerate un ansamblu de straturi suprapuse; ele constituie un sistem aflat în evoluție constantă, în care elementele vechi sunt permanent reactualizate, recompuse și transformate.”.
În 2008, conform lingvistului Jean-Pierre Chambon (citat de academicianul Xavier Gouvert), opera toponimică a lui Dauzat se caracterizează prin anumite defecte recurente, care se regăsesc adesea și în toponimia franceză contemporană. Printre acestea, Chambon remarcă în special: o inversare a raportului analiză-sinteză (Dauzat efectuând adesea sinteza înaintea analizei); o promptitudine de a trece peste discuții și argumentații (în special în ceea ce privește etimologia); un dezinteres față de munca filologică, în special față de căutarea ocurențelor vechi ale toponimelor în sursele istorice, pe care le consideră o sarcină documentară, și nu parte a muncii lingvistice și toponimice; o prioritate acordată căutării originii numelor, în detrimentul urmăririi evoluției acestora; și o „atracție pentru îndepărtări”, care conduce la analizarea toponimelor preferențial prin prisma rădăcinilor vechi (galo-romane, galice și, mai ales, pre-indo-europene), în detrimentul elementelor mai recente.
În 2008, conform academicianului Xavier Gouvert, erorile lui Dauzat sunt atribuibile unor presupuneri nestructurate științific, care țin de un act de credință. Aventura „pre-indo-europeană” a lui Dauzat ar atinge domeniul ezoterismului și al ficțiunii lingvistice. Gouvert consideră că toponimia lui Dauzat nu a atins un nivel științific bazat pe respingerea credinței și a dogmatismului, precum și pe argumentația deductivă și raționalismul cartezian. Totuși, el nu adresează această critică în mod specific lui Dauzat, ci colectiv.
În 2009, academicianul Agnès Graceffa consideră că demersul toponimic al lui Dauzat ar fi putut deriva dintr-o lectură etnică, care încearcă să afilieze un substantiv sau o terminație la o ramură a unei populații.
În 2010, academicianul Éva Buchi remarcă două slăbiciuni atunci când Dauzat indică latina ca origine etimologică a unui nume: etapele succesive de la originea numelui nu sunt furnizate, iar termenul „latin” este lipsit de precizie (clasic, medieval, vulgar etc.). Dauzat ar ignora conceptul de proto-romană (limbă reconstituită pe baza ansamblului limbilor romanice), ceea ce explică caracterul arbitrar al formulărilor sale etimologice.
În 2013, academicianul Jean-Claude Chevalier îl caracterizează pe Dauzat drept dialectolog și popularizator care se prezenta ca lingvist, iar munca sa de popularizare ar fi adresată profesorilor și societăților savante.

## Lucrări
- Dauzat, Albert (1897). Études linguistiques sur la Basse-Auvergne : Phonétique historique du patois de Vinzelles (Puy-de-Dôme) (în franceză). Paris: Félix Alcan.
- Dauzat, Albert (1899). Du rôle des chambres en matière de traités internationaux : Thèse pour le doctorat présentée et soutenue le 15 juin 1899 (în franceză). Paris: Félix Alcan.
- Dauzat, Albert (1900). Études linguistiques sur la Basse-Auvergne. Morphologie du patois de Vinzelles (în franceză). Paris: E. Bouillon.
- Dauzat, Albert (1901). Hors la loi (în franceză). Paris: Société anonyme des publications scientifiques et industrielles.
- Dauzat, Albert (1906). Études linguistiques sur la Basse-Auvergne : Géographie phonétique d'une région de la Basse-Auvergne (în franceză). Paris: H. Champion.
- Dauzat, Albert (1906). Essai de méthodologie linguistique dans le domaine des langues et des patois romans (în franceză). Paris: H. Champion.
- Dauzat, Albert (1909). L'Italie nouvelle : Nord et Midi, la religion, problèmes d'art, la société et la vie, la langue, l'instruction primaire, politique et socialisme (în franceză). Paris: E. Fasquelle.
- Dauzat, Albert (1910). La Suisse illustrée (în franceză). Paris: Librairie Larousse.
- Dauzat, Albert (1910). La Vie du langage (în franceză). Paris: Librairie Armand Colin.
- Dauzat, Albert (1911). Pour qu'on voyage : essai sur l'art de bien voyager (în franceză). Toulouse ; Paris: Édouard Privat ; Henri Didier.
- Dauzat, Albert (1912). La Défense de la langue française : la crise de la culture française, l'argot, la politesse du langage, la langue internationale (în franceză). Paris: Librairie Armand Colin.
- Dauzat, Albert (1912). L'Espagne telle qu'elle est (în franceză). Paris: F. Juven.
- Dauzat, Albert (1912). La Philosophie du langage (în franceză). Paris: Ernest Flammarion.
- Dauzat, Albert (1914). Essais de géographie linguistique (în franceză). Paris: H. Champion.
- Dauzat, Albert (1914). L'Expansion italienne : l'émigration, la conquête de Tripoli, la régénération intérieure, politique orientale, France et Italie (în franceză). Paris: Bibliothèque-Charpentier.
- Dauzat, Albert (1915). Études linguistiques sur la Basse-Auvergne. Glossaire étymologique du patois de Vinzelles (în franceză). Montpellier: Société des langues romanes.
- Dauzat, Albert (1915). Le Français et l'anglais langues internationales (în franceză). Paris: Larousse.
- Dauzat, Albert (1916). Impressions et choses vues : juillet-décembre 1914 (în franceză). Neuchâtel: Attinger Frères.
- Dauzat, Albert (1917). Les Argots de métiers franco-provençaux (în franceză). Paris: H. Champion.
- Dauzat, Albert (1918). L'Argot de la guerre : d'après une enquête auprès des officiers et soldats (în franceză). Paris: Librairie Armand Colin.
- Dauzat, Albert (1919). Légendes, prophéties et superstitions de la Grande Guerre (în franceză). Paris: La Renaissance du Livre.
- Dauzat, Albert (1921). Essais de géographie linguistique : noms d'animaux (în franceză). Paris: H. Champion.
- Dauzat, Albert (1922). La Géographie linguistique (în franceză). Paris: Ernest Flammarion.
- Dauzat, Albert (1922). Un mois dans les Alpes : de Genève à Nice (în franceză). Paris: Librairie Hachette.
- Dauzat, Albert (1925). Les noms de personnes : origine et évolution ; prénoms, noms de famille, surnoms, pseudonymes (în franceză). Paris: Librairie Delagrave.
- Dauzat, Albert (1926). Les Noms de lieux : origine et évolution ; villes et villages, pays, cours d'eau, montagnes, lieux-dits (în franceză). Paris: Librairie Delagrave.
- Dauzat, Albert (1927). Les Patois : Évolution - Classification - Étude (în franceză). Paris: Librairie Delagrave.
- Dauzat, Albert (1928). Les Argots : caractères, évolution, influence (în franceză). Paris: Librairie Delagrave.
- Dauzat, Albert (1930). Histoire de la langue française (în franceză). Paris: Payot.
- Dauzat, Albert (1936). Poèmes de la douleur et du souvenir (în franceză). Paris: Le Livre et l'image.
- Dauzat, Albert (1937). Éphémérides 1914-1915 (în franceză). Paris: R. Debresse.
- Dauzat, Albert (1938). L'Autriche (în franceză). Grenoble: B. Arthaud.
- Dauzat, Albert (1938). Dictionnaire étymologique de la langue française (în franceză). Paris: Larousse.
- Dauzat, Albert (1939). Tableau de la langue française : origine, évolution, structure actuelle (în franceză). Paris: Payot.
- Dauzat, Albert (1940). Un projet de réforme orthographique (în franceză). Paris: Bibliothèque du Français Moderne.
- Dauzat, Albert (1941). Le Village et le paysan de France (în franceză). Paris: Gallimard.
- Dauzat, Albert (1942). Le Génie de la langue française (în franceză). Paris: Payot.
- Dauzat, Albert (1943). La Géographie linguistique (în franceză). Paris: Flammarion.
- Dauzat, Albert (1943). La genèse et la valeur de la connaissance positive (în franceză). Paris: Flammarion.
- Dauzat, Albert (1944). Les étapes de la langue française (în franceză). Paris: Presses universitaires de France.
- Dauzat, Albert (1946). Voyage à travers les mots (în franceză). Paris: Bourrelier.
- Dauzat, Albert (1950). La vie rurale en France des origines à nos jours (în franceză). Paris: Presses universitaires de France.
- Dauzat, Albert (1947). Grammaire raisonnée de la langue française (în franceză). Lyon: I.A.C.
- Dauzat, Albert (1949). Précis d'histoire de la langue et du vocabulaire français (în franceză). Paris: Larousse.
- Dauzat, Albert (1950). Phonétique et grammaire historiques de la langue française (în franceză). Paris: Larousse.
- Dauzat, Albert (1951). Dictionnaire étymologique des noms de famille et prénoms de France (în franceză). Paris: Larousse.
- Dauzat, Albert (1954). Le Guide du bon usage : les mots, les formes grammaticales, la syntaxe (în franceză). Paris: Delagrave.
- Dauzat, Albert (1963). Dictionnaire étymologique des noms de lieux en France (în franceză). Paris: Larousse.

## Distincții și omagii
- 1925: Premiul Montyon al Academiei Franceze
- 1926: Premiul de Academie al Academiei Franceze
- 1931: Premiul Saintour al Academiei Franceze
- 1939: Premiul pentru limba franceză al Academiei Franceze
- 1941: Premiul Bordin al Academiei Franceze
- 1943: Premiul Durchon-Louvet al Academiei Franceze
- 1947: Premiul Marcelin Guérin al Academiei Franceze
- 1951: Premiul Gustave-Le-Métais-Larivière al Academiei Franceze, pentru întreaga sa operă[29]